# Silent Hill (film)
Silent Hill (v anglickém originále Silent Hill) je kanadsko-francouzský hororový film z roku 2006 natočený podle stejnojmenné počítačové hry. Režisérem filmu je Christophe Gans. Hlavní role ve filmu ztvárnili Radha Mitchell, Sean Bean, Laurie Holdenová, Jodelle Ferland a Deborah Kara Unger.

## Obsazení
| Radha Mitchell     | Rose Da Silva                    |
| Sean Bean          | Christopher Da Silva             |
| Laurie Holdenová   | Cybil Bennett                    |
| Jodelle Ferland    | Sharon Da Silva/Alessa Gillespie |
| Deborah Kara Unger | Dahlie Gillespie                 |
| Kim Coates         | Thomas Gucci                     |
| Tanya Allen        | Anna                             |
| Alice Krige        | Christabella                     |

## Produkce
Během příprav filmu byl používán krycí pracovní název Centralia. V pensylvánském městě Centralia došlo k požáru uhelných dolů, což způsobilo vylidnění místa. Osud města se stal inspirací pro herní i filmovou podobu Silent Hillu.